# Gabrielle (förnamn)
Gabrielle är ett franskt kvinnonamn, bildat av det hebreiska namnet Gabriel som har betydelsen Guds kämpe. Namnet har funnits i Sverige sedan år 1860. Den maskulina formen av namnet är Gabriel.
Namnet Gabrielle betyder "Gud är min styrka".
Den 31 december 2014 fanns det totalt 1 304 kvinnor folkbokförda i Sverige med namnet Gabrielle, varav 550 bar det som tilltalsnamn.
Namnsdag: saknas (1986-1992: 24 mars)

## Personer vid namn Gabrielle
- Gabrielle (född 1969), engelsk sångerska, Louisa Gabriella Bobb
- Gabrielle Anwar, brittisk skådespelare
- Gabrielle-Suzanne Barbot de Villeneuve, fransk författare
- Gabrielle Carteris, amerikansk skådespelare
- Gabrielle Coco Chanel, fransk modeskapare
- Gabrielle d'Estrées, fransk adelsdam, mätress till kung Henrik IV av Frankrike
- Gabrielle Leithaug, norsk sångerska
- Gabriele Münter, tysk konstnär
- Gabrielle Réjane, fransk skådespelare
- Gabrielle Ringertz, svensk författare
- Gabrielle Robinne, fransk skådespelare
- Gabrielle Roy, kanadensisk författare
- Gabrielle Tavaststjerna, svensk skådespelare och författare
- Gabrielle Union, amerikansk skådespelare
- Gabrielle Van Zuylen, fransk trädgårdsförfattare och modeikon
- Gabrielle Wittkop, tysk-fransk författare

## Fiktiva personer vid namn Gabrielle
- Gabrielle, är en karaktär från Xena – Krigarprinsessan
- Gabrielle Solis är en av hemmafruarna i Desperate Housewives
- Gabrielle Delacour är Fleur Delacours syster i Harry Potter-böckerna
- Gabrielle de Lioncourt, är Lestat de Lioncourts dödliga mamma och vampyrdotter